# Хартмансвилер
Хартмансвилер (фр. Hartmannswiller) насеље је и општина у источној Француској у региону Алзас, у департману Горња Рајна која припада префектури Гебвилер.
По подацима из 2011. године у општини је живело 658 становника, а густина насељености је износила 137,66 становника/km². Општина се простире на површини од 4,78 km². Налази се на средњој надморској висини од 255 метара (максималној 944 m, а минималној 244 m).

## Демографија
| 1962. | 1968. | 1975. | 1982. | 1990. | 1999. | 2011. |
| ----- | ----- | ----- | ----- | ----- | ----- | ----- |
| 387   | 395   | 427   | 466   | 503   | 523   | 658   |

График промене броја становника у току последњих година